# Talugtug
Talugtug là một đô thị hạng 4 ở tỉnh Nueva Ecija, Philippines. Theo điều tra dân số năm 2007, đô thị này có dân số 20.671 người trong 4.168 hộ.

## Barangay
Talugtug được chia thành 28 barangay.
| - Alula - Baybayabas - Buted - Cabiangan - Calisitan - Cinense - Culiat - Maasin - Magsaysay (Pob.) - Mayamot I - Mayamot II - Nangabulan - Osmeña (Pob.) - Villa Fronda | - Patola - Quezon (Pob.) - Quirino (Pob.) - Roxas (Pob.) - Saguing - Sampaloc - Santa Catalina - Santo Domingo - Saringaya - Saverona - Tandoc - Tibag - Villa Rosario - Villa Boado |